# Lista najlepiej sprzedających się albumów muzycznych w Japonii
Japonia posiada drugi co do wielkości rynek muzyczny na świecie. W 1968 roku powstała organizacja Oricon publikująca aktualne dane dotyczące sprzedaży albumów oraz singli, oparte na danych ze sklepów muzycznych w całym kraju.

## Najlepiej sprzedające się albumy w Japonii

### Artyści azjatyccy
| Miejsce | Wydany | Tytuł                   | Artysta            | Sprzedaż  |
| ------- | ------ | ----------------------- | ------------------ | --------- |
| 1       | 1999   | First Love              | Hikaru Utada       | 7,672 mln |
| 2       | 1998   | B’z The Best „Pleasure” | B’z                | 5 135 922 |
| 3       | 1997   | Review                  | Glay               | 4 875 980 |
| 4       | 2001   | Distance                | Hikaru Utada       | 4,472 mln |
| 5       | 1998   | B’z The Best „Treasure” | B’z                | 4 438 742 |
| 6       | 2001   | A Best                  | Ayumi Hamasaki     | 4,312 mln |
| 7       | 1996   | globe                   | globe              | 4 136 460 |
| 8       | 2002   | Deep River              | Hikaru Utada       | 3 604 588 |
| 9       | 1998   | Umi no Yeah!!           | Southern All Stars | 3,592 mln |
| 10      | 2000   | delicious way           | Mai Kuraki         | 3 530 420 |

Źródło:

### Pozostali artyści
| Miejsce | Wydany | Tytuł                                                        | Artysta                      | Sprzedaż   |
| ------- | ------ | ------------------------------------------------------------ | ---------------------------- | ---------- |
| 1       | 1998   | #1’s                                                         | Mariah Carey                 | 2 800 000+ |
| 2       | 1995   | Seishun no Kagayaki: The Best of (22 Hits of the Carpenters) | Carpenters                   | 2 320 000+ |
| 3       | 1995   | Daydream                                                     | Mariah Carey                 | 2 200 000+ |
| 4       | 1994   | Merry Christmas                                              | Mariah Carey                 | 2 090 000+ |
| 5       | 2000   | 1                                                            | The Beatles                  | 1 960 000+ |
| 6       | 1992   | The Bodyguard: Original Soundtrack Album                     | Whitney Houston (soundtrack) | 1 880 000+ |
| 7       | 1982   | Thriller                                                     | Michael Jackson              | 1 640 000+ |
| 8       | 1993   | Music Box                                                    | Mariah Carey                 | 1 580 000+ |
| 9       | 1995   | Scatman’s World                                              | Scatman John                 | 1 560 000+ |
| 10      | 1997   | Titanic                                                      | James Horner (soundtrack)    | 1 410 000+ |